# Преследование гомосексуальности в германских государствах

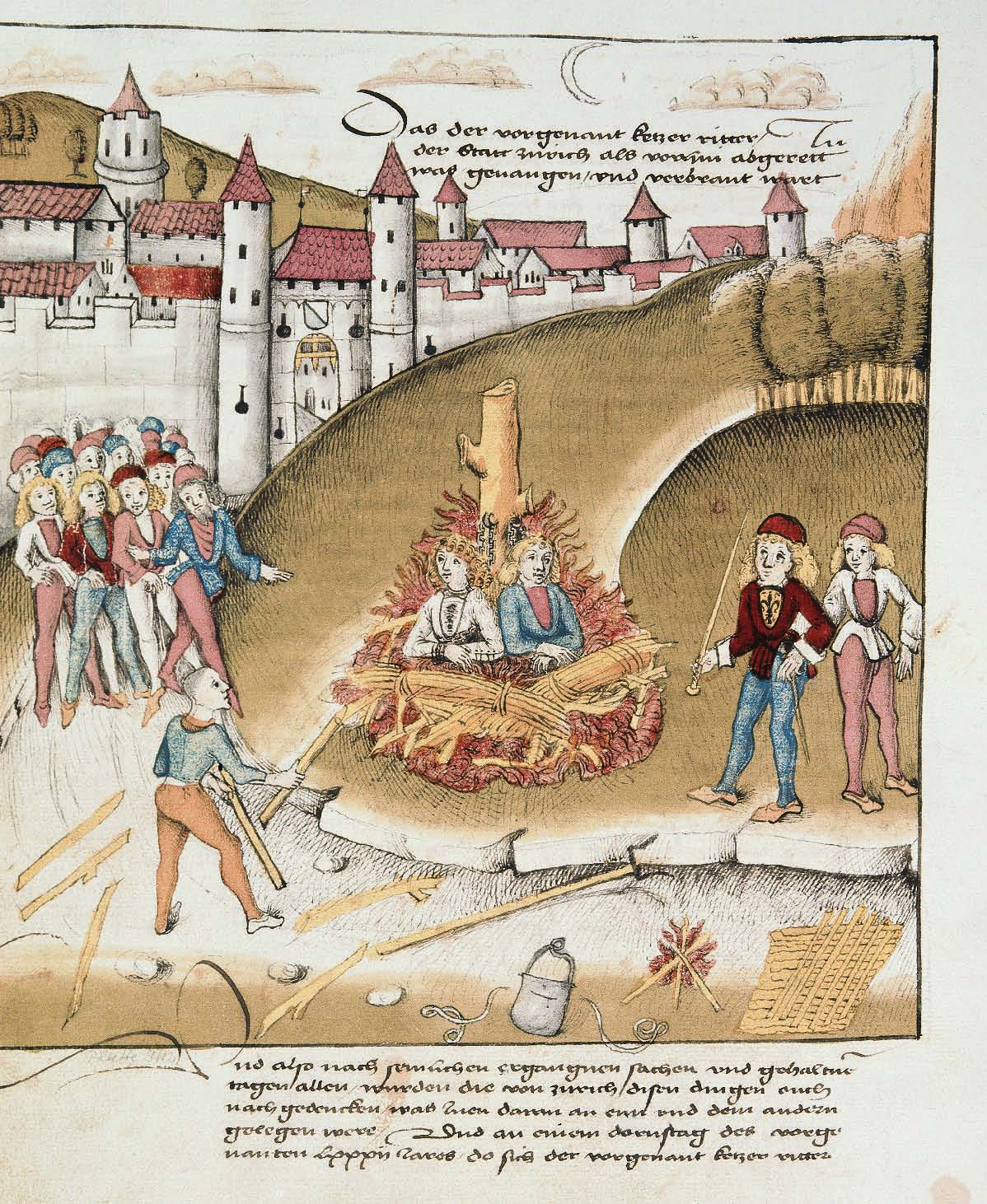
Сожжение содомитов перед воротами Цюриха, 1482 год

Уголовное преследование сексуальных контактов между мужчинами и других «содомских грехов» на территории германских государств, как и практически по всей Европе, начинается со второй половины XIII века. Под влиянием христианской сексуальной морали в эпоху Позднего Средневековья содомия была введена в ранг тяжких преступлений, наказываемых вплоть до смертной казни. В эпоху Нового времени многие немецкие государства отменяют законы против содомии. Однако после возвышения Пруссии, в которой сексуальные контакты между мужчинами никогда не декриминализировались, и объединения Германии вокруг Прусского королевства уголовное преследование мужчин за гомосексуальные контакты устанавливается на территории всей Германской империи.

## Развитие в Средневековье

### Первые упоминания содомии в источниках права
Наказания за содомию обнаруживаются в уголовных кодексах германских государств, также как и, например, в Англии и Фландрии, со второй половины XIII века. Например, введённое в 1221—1225 годах Саксонское зерцало ещё не содержало законов против содомии, однако введённое в 1275 году Швабское зерцало уже предусматривало серьёзные наказания для содомитов. Городской уголовный кодекс Аугсбурга в 1276 году также предусматривал за однополые сексуальные контакты и «порчу скота» смертную казнь путём сожжения в огне.
Тем не менее, в целом наказание за содомию в городском и земельном праве немецких государств встречается редко вплоть до нового времени. В частности Бамбергское уложение (1507 год, статья 141 — CXLI) и уголовный кодекс Карла V (1532 год, статья 116 — CXVI) предусматривают смертную казнь за скотоложество и однополые сексуальные контакты между двумя мужчинами или двумя женщинами.

### «Каролина» — уголовный кодекс Карла V
В 1532 году император Священной Римской империи германской нации Карл V принял Уголовно-судебное уложение Священной Римской империи германской нации, названное по его имени «Каролиной», в котором в статье 116 была закреплена практика наказания «содомитов», уличённых в «разврате против природы» путём предания их смерти через сожжение. Текст параграфа практически дословно повторяет статью 141 Бамбергского уложения, составленного бароном фон Шварценбергом в 1507 году.

Территория Священной Римской империи в 962—1806 годы

Под «развратом против природы» закон понимал половые сношения между лицами одного пола (как мужчинами, так и женщинами), а также сексуальные контакты с животными. Кроме того, основываясь на христианской сексуальной морали, под действие параграфа 116, несмотря на несоответствие с текстом, часто попадали также и мастурбация, гетеросексуальные анальные контакты и некрофилия.
На практике предписываемое законом столь жестокое наказание применялось не всегда, и различали «собственно содомию» (sodomia propria), под которой понималось совокупление с проникновением и «прочую содомию» (sodomia impropria), за которую наказывали мягче. «Собственно содомия» разделялась на половые «противоестественные» сношения между людьми (sodomia propria sexus) и сношения между человеком и животным (sodomia generis). К «прочей содомии» относили любые другие формы сексуального удовлетворения без пенетрации, в том числе и мастурбацию. При этом вид мастурбации роли не играл: онанизм и ручная стимуляция пениса другим мужчиной или женщиной наказывались одинаково.
В случае однополых контактов между мужчинами деяние квалифицировалось лишь как «попытка», если не удавалось доказать наличие emissio seminis (эякуляции) или immissio seminis (эякуляции в партнёра) или immissio membri (пенетрации). В случаях однополых контактов между женщинами для квалификации преступления в качестве содомии требовалось доказательство использования вспомогательных средств для пенетрации.
В XVI—XVII веках произошло разделение между двумя видами «основной» содомии. Скотоложество, по-прежнему, считалось тягчайшим преступлением, которое наказывалось сожжением заживо. Однополые сексуальные контакты стали считаться менее серьёзным преступлением, за которое, несмотря на другое предписание в законе, contra legem полагалась казнь мечом.

## Введение собственных уголовных кодексов
Формально Constitutio Criminalis Carolina была выведена из действия лишь в 1871 году с вступлением в силу Уголовного кодекса Германской империи. Однако, в связи с введением местных уголовных кодексов в различных немецких государствах, предписания «Каролины» теряли силу на их территориях.
На рубеже XVIII—XIX веков происходит смягчение средневекового законодательства. Первым в Священной римской империи отменил смертную казнь за однополые контакты и скотоложество Уголовный кодекс Иосифа II, вступивший в силу в 1787 году на территориях наследственных земель Габсбургов. В 1794 году в Пруссии было введено прусское земское право, в котором смерть за гомосексуальные контакты тоже была заменена на заключение в исправительные дома.

### Французское влияние
В 1791 году во Франции был принят новый уголовный кодекс, основанный на правах человека и гражданина, отменяющий наказания за преступления против нравственности. Позднее это ещё раз было подтверждено и уголовным кодексом Наполеона 1810 года. Новый кодекс рассматривал в качестве «преступлений против морали» (фр. attentat aux mœurs) лишь те сексуальные действия, которые были связаны с нарушением прав третьих лиц, что привело к полной легализации добровольных сексуальных отношений между мужчинами. Наказуемыми оставались лишь насильственные сексуальные действия и сексуальные действия, совершенные в общественном месте или с лицом, не достигшим 15 лет (статьи 330—332).
Либеральное французское законодательство и Просвещение оказали влияние на многие южные и западные немецкие государства. Королевство Бавария, последовав образцу Наполеоновских кодексов, в своём уголовном кодексе 1813 года полностью отменила все преступления без потерпевших, став первым немецким государством, полностью декриминализировавшим гомосексуальные контакты. Наказанию подлежали лишь однополые контакты с несовершеннолетними. Сексуальные контакты с животными преследовались лишь в смысле нанесения вреда здоровью животного. Позднее в 1855 году вопрос о криминализации однополых контактов в Баварии поднимался снова, но был отклонён.

### Государства с криминализирующим законодательством

Государства Германского союза (1815—1866)

В целом до введения единого имперского уголовного кодекса ситуация с криминализацией однополых отношений в различных немецких государствах оставалась неодинаковой. Уголовному преследованию гомосексуальные отношения (в юридической терминологии — «противоестественный разврат» или «противоестественное удовлетворения полового влечения») подвергались в нескольких государствах. При этом в Вюртемберге, Брауншвейге, Ганновере и Тюрингии криминализировались только лишь «квалифицированные случаи», например, при возбуждении общественной морали.
| Государство                    | Криминализирующяя статья            | Вступление в силу |     |
| ------------------------------ | ----------------------------------- | ----------------- | --- |
| Герцогство Ольденбург          | Статьи 424 и 429 уголовного кодекса | 10.09.1814        |     |
| Королевство Вюртемберг         | Статья 310 уголовного кодекса       | 01.03.1839        | кв. |
| Герцогство Брауншвейг          | Статья 195 уголовного кодекса       | 10.07.1840        | кв. |
| Королевство Ганновер           | Статья 276 уголовного кодекса       | 08.08.1840        | кв. |
| Герцогство Саксония-Альтенбург | Статья 308 уголовного кодекса       | 03.05.1841        |     |
| Великое герцогство Гессен      | Статья 338 уголовного кодекса       | 17.09.1841        |     |
| Великое герцогство Баден       | Статья 371 уголовного кодекса       | 06.03.1845        |     |
| Герцогство Нассау              | Статья 331 уголовного кодекса       | 14.04.1849        |     |
| Тюрингские государства         | Статья 305 уголовного кодекса       | 20.04.1850        | кв. |
| Королевство Пруссия            | Статья 143 уголовного кодекса       | 14.04.1851        |     |
| Австрийская империя            | Статья 129 уголовного кодекса       | 27.05.1852        |     |
| Королевство Саксония           | Статья 357 уголовного кодекса       | 13.08.1855        |     |

Так, ведённый с 1 марта 1839 года уголовный кодекс королевства Вюртемберг предусматривал следующее:
Уголовный кодекс королевства Саксония, в свою очередь, предусматривал:

## Прусское влияние

### Ситуация в королевстве Пруссия
В 1794 году в Пруссии было введено прусское земское право, в котором смерть за содомию была заменена на заключение в исправительные дома. Параграф 1069 предусматривал наказание «за содомию и другие грехи, которые из-за их противоестественности не могут быть названы». В отношении гомосексуальных контактов первоначально закон распространялся лишь на анальные сношения, а затем был распространён и на оральные контакты.
Первые версии уголовного кодекса Пруссии под влиянием баварского уголовного кодекса планировали криминализировать лишь квалифицированные случаи содомии, в первую очередь с применением насилия, возмущением общественной морали, растлением мальчиков и насилием над животными. Законопроект 1847 года впервые вводил в юридическую практику термин «противоестественный разврат» (нем. widernatürliche Unzucht), а также расширил его трактовку, более не ограничиваясь «квалифицирующими случаями» — наказуемыми объявлся «противоестественный разврат» в целом. В то же время под состав преступления, согласно законопроекту, попадали лишь соответствующие действия между двумя мужчинами или действия с животными. Таким образом, проект 1847 года впервые в истории права Пруссии декриминализовал однополые сексуальные отношения между женщинами. Проект 1847 года вступил в силу в качестве уголовного кодекса Пруссии 14 апреля 1851 года. Содержащийся в нём § 143 предусматривал также и временное лишение гражданских прав.
1 июля 1853 года Высший прусский трибунал подтвердил существующую практику, при которой совместная взаимная мастурбация, совершённая двумя мужчинами, также является уголовно наказуемой. Параграф 143 действовал вплоть до вступления в силу уголовного кодекса Северогерманского союза.
В результате войны 1866 года под контроль Пруссии перешли небольшая часть Баварии и Ганновера, в которых ранее не было антигомосексуального законодательства.

### Северогерманский союз

Пруссия во главе Северо-германского союза, 1866—1971

После образования в 1866 году Северогерманского союза была предпринята попытка создания нового уголовного кодекса для вновь созданного Союза. Черновой вариант уголовного кодекса в значительной мере ориентировался на прусский уголовный кодекс 1851 года, и «противоестественный блуд» (§ 143 прусского УК) был практически дословно перенят УК Северогерманского союза, получив в нём другой номер — § 152. Отличием было то, что § 152 сокращал максимальное наказание за «противоестественный блуд» до двух лет тюрьмы, однако предусматривал возможность пожизненного лишения гражданских прав.
В 1870 году Уголовный кодекс Северогерманского союза вступил в силу, однако параграф о «противоестественном блуде» получил в нём другой номер — § 175. Оттуда 15 мая 1871 года этот параграф без изменения и с тем же самым номером перешёл в уголовный кодекс Германской империи.

### Германская империя
В 1871 году произошло объединение германских государств в единую империю вокруг Прусского королевства, и с 1 января 1872 года новый уголовный кодекс вступил в силу в качестве основного уголовного кодекса на территории всей империи.
| § 175. Противоестественный блуд, произошедший между двумя мужчинами или между человеком и животным, наказывается тюрьмой; а также может вести к лишению гражданских прав. Оригинальный текст (нем.)Die widernatürliche Unzucht, welche zwischen Personen männlichen Geschlechts oder von Menschen mit Thieren begangen wird, ist mit Gefängniß zu bestrafen; auch kann auf Verlust der bürgerlichen Ehrenrechte erkannt werden. — Уголовный кодекс Германской империи, § 175, в редакции от 01.01.1872. (нем.) |

Таким образом, параграф 175 уголовного кодекса Германской империи, окончательно отменённый лишь 11 июня 1994 года, своими корнями уходит в Прусский уголовный кодекс 1851 года и появляется в уголовной системе объединённой Германии через УК Северогерманского союза.